# Limans de Touzly
Les limans de Touzly ou lagunes de Touzly (ukrainien : Тузловські лимани, roumain : Limanele Tuzlei) sont un ensemble de lagunes maritimes (limans) au sud de la Bessarabie (Boudjak), en Ukraine. Ces lagunes appartiennent au parc national des limans de Touzly, créé le 1er janvier 2010.

## Étymologie
L'origine du nom actuel de cet ensemble de limans vient du turc : Tuzlu, qui veut dire « salé ». Leur nom était Antiphiloi (« hostiles » en grec) dans l'Antiquité et jusqu'à la fin de l'époque byzantine (670), puis Mlachtinos (« marécageux ») au Moyen Âge, jusqu'à la conquête turque (1484).

## Géographie
L'ensemble comprend trois limans principaux : Chagany (jadis Șagani), Alibeï (jadis Ali-bey) et Bournas (jadis Burnazu) entourés de petits limans secondaires : Solone, Khadjider (jadis Haci-Dere), Karatchaus (jadis Kara-Çauș), Boudoury (jadis Budurii), Kurudyol (jadis Kuru-Göl), Martaza, Magala, Petit Sassyk (jadis Küçük Sasık) et Djantcheï (jadis Cançey),.
La superficie totale des limans est de 206 km², avec des profondeurs maximales de 1,6 à 2,5 m et des moyennes de 1 à 1,3 m. Les limans sont séparés de la Mer Noire par un cordon littoral composé de bancs de sable entrecoupés de passes, qui a 29 km de long, 60 à 400 m de large et 1 à 3 m d'altitude.

## Sources
- L.I. Starouchenko, S.G. Bouchouyev, (2001) Prichernomorskiye limany Odeschiny i ih rybohoziaystvennoye znacheniye. Astroprint, Odessa, 151 pp (en russe)
- Указ Президента України № 1/2010 Про створення національного природного парку « Тузловські лимани »
- « Information Sheet on Ramsar Wetlands — Shagany-Alibei-Burnas Lakes System »(Archive.org • Wikiwix • Archive.is • Google • Que faire ?)